# Старые Воробьи
Ста́рые Воробьи́ (укр. Старі Вороб'ї) — село на Украине, находится в Малинском районе Житомирской области.
Код КОАТУУ — 1823487601. Население по переписи 2001 года составляет 170 человек. Почтовый индекс — 11605. Телефонный код — 4133. Занимает площадь 1,154 км².

## Адрес местного совета
11600, Житомирская область, Малинский р-н, с. Старые Воробьи